# スペイン歌曲集 (ヴォルフ)
スペイン歌曲集 (独: Spanisches Liederbuch、スペインかきょくしゅう)は、オーストリアの作曲家、フーゴ・ヴォルフが1889年から1890年にかけて作曲した歌曲集である。

## 概要
作品はスペインに伝わる民謡や詩などをパウル・フォン・ハイゼとエマヌエル・ガイベルがドイツ語訳したものに、ヴォルフが音楽をつけたものとなっている。

## 楽曲構成
作品は「聖歌曲集」(10曲)と「世俗歌曲集」(34曲)の2部からなる全44曲で構成されている。

### 聖歌曲集
1. 今こそ私はお前のもの
2. 神を産みたまいし汚れなき乙女よ
3. いざ、さすらえマリア
4. シュロのこずえにただよう天使よ
5. 幼子よ、私をベツレヘムへ連れて行って
6. ああ、この子供の目は
7. 私は罪を担い、御恵みを受け
8. ああ、なんと長く魂はまどろむ
9. 主よ、この地に何が実るのでしょうか
10. 愛するものよ、あなたは傷を負った。

### 世俗歌曲集
1. 鳴り響け、私のバンデーロ
2. 私の髪の陰に
3. 風変わりな賢者ファナ
4. 恋をもてあそびなさい
5. 緑のバルコニーで
6. お前が花摘みに行く時
7. 優しい恋人を失ったものは
8. 私は海を越えて行った
9. 盲人は見、暗闇は照らされ
10. 恋人は誓うと言ったけれど
11. 心よ、早まって気を落とさないで
12. 気高い主よ、お話しください
13. 悪態のかぎりをつく
14. プレチオーザの頭痛のためのおまじない
15. 私の元に来るよう彼に告げて
16. あの人にお願いして、お母さん
17. 我が恋は胸の内に
18. 苦しい喜びと嬉しい苦しみ
19. 愛を信じるな
20. ああ、それは5月のことだった
21. 心よ、全ては眠りにつき
22. いつの日か私を思い出して
23. 心の奥深く私は苦悩を秘めて
24. 夜に包まれて、死よ来たれ
25. 闇にも一筋の光が
26. 花でわたしを覆って
27. 眠ったのか、わたしの乙女よ
28. 出発のラッパは鳴る。
29. 泣くな、お前の瞳よ
30. お前の足を痛めたのは誰？
31. お前の母は優しい子よ
32. ただ苦しみと怒りだけ
33. わたしの恋人を虜とした女に災いあれ
34. 去れ、愛するものよ、今すぐ